# Agaces
Los agaces fueron un pueblo indígena del río Paraguay cuyos descendientes actuales viven en su costa oriental, principalmente en Asunción o en la parte chaqueña de Presidente Hayes en Paraguay. Los agaces eran la rama más austral de los payaguaes.

## Descripción
Los agaces son los habitantes más antiguos de los barrios actuales Itá Pytã Punta, Sajonia o San Antonio (solo en la parte ribereña), que más tarde serían sometidos por los guaraníes, los paranaés o los españoles, siendo estos últimos quienes casi los llevó a la extinción. Su economía se basaba principalmente en la horticultura o con la pesca con el cual incluso subsisten sus descendientes actualmente. A finales del siglo XIX tuvieron que mezclarse con los colonos para evitar ser víctimas de los guaraníes pero al mismo tiempo muchos de ellos fueron aculturados por estos últimos. Durante la guerra del Chaco muchos agaces fueron obligados a luchar contra los bolivianos y con los ayoreos, quienes robaban a los soldados paraguayos sustento. A finales del siglo XX los agaces se instalaron en los pueblos de Itá Pytã Punta, Chaco´í, Nanawa, siendo la última agacé María Domínguez Miranda que falleció en 1942 en lo que hoy en día es Ricardo Brugada.

## Testimonios históricos sobre los agaces
En la carta fechada el 10 de julio de 1528 de Luis Ramírez, quien participó de la expedición de Sebastián Caboto en 1527, mencionó a los agaces llamándoles agaes:

E luego el señor captán general mandó al teniente miguel Rifos q fuese en el dho vergantin asta llegar a una generación q dizen los agaes e hiziese pass con ellos, porquestabamos ynformados partecipaban de mucho, oro y plata y alli esperase la galera e el dho, vergantin (...) y luego de ay a dos ó tres dias bimos benir el dicho vergantin que ha los agaes el Señor Capitan jeneral avia enuiado (...) allegaron a la jeneracion de los agaes los quals abian alzado sus casas en saver su benida e se auian metido por ciertos hsteros en canoas e q.e avian avido platica con vna canoa dellos la qual ls avian dho como los chandus q mas aRiba estaban tenian mucho oro y plata (...)

Sobre el viaje que Diego García de Moguer realizó en el río Paraná en 1528 escribió en su Relación llamándolos Cagaces:

(...) e otra generación questá cabe estos rios arriba del Paraguay que se llama los Cagaces, é estos comen pescado é carne (...)

El soldado de la expedición del adelantado Pedro de Mendoza, Ulrico Schmidl, describió a los agaces que encontraron de viaje al Paraguay en 1536 en su obra Viaje al Río de la Plata, llamándolos Aigeiss, Aygas y Aeiges:

De allí llegamos a una nación llamada Aigeiss, tienen pescado y carne; iten son altos y bien formados, uno y otro sexo; las mujeres son lindas, se pintan y se tapan las vergüenzas. Eso que llegamos adonde ellos estaban, se presentaron de guerra dispuestos a pelearnos; y con esto creían no dejarnos pasar adelante; cuando esto vimos y que no había más remedio, nos encomendamos a Dios, el Todopoderoso, y nos preparamos en orden de batalla por agua y por tierra, los peleamos y acabamos a muchísimos de los Aigas, y ellos nos mataron 15 hombres. Dios los favorezca a todos. Estos Aeiges son buenos guerreros, los mejores que hay, si es por agua, pero por tierra no lo son tanto. Con tiempo habían hecho huir a sus mujeres e hijos, del mismo modo habían ocultado la comida y cuanto tenían, así que no les pudimos quitar ni aprovechar nada. Mas cómo les fue al fin es lo que a su tiempo se dirá. Su pueblo está cerca de un agua corriente que se llama Jepedy, se halla en la otra banda del Paraboe, nace de la sierra del Perú, de una ciudad llamada Duchkameyen. A los Aeiges de los dichos Kuremagbeis son 35 milla de camino.
 Después de esto tuvimos que dejar a estos Aygass y llegamos a una otra nación, llamada Caríes, están a 50 millas de camino de los Aygas;

Domingo Martínez de Irala en su Relación de abril de 1541 los denominó agazes:

(...) Siempre que se quiere hazer alguna guerra van en nuestra companya mill yndios en sus canoas, e sy por tierra los queremos llevar llevamos los mas que queremos con el ayuda de dios y con el servycio destos yndios avemos destruydo muchas generaciones de otros yndios que no han sido amigos specialmente á las agazes de los quales avemos avydo cantydad de plata y mucho oro que nos parece vaxo (...) dende arryba son los agazes q. an quedado y methereses e guenies e otras gentes q’ no estan nuestros amigos an de yr con muy grand avyso specialmente quando sirgaren o quando se llegaren por cerca de varrancas pa q. no los hagan mal.

La Historia general y natural de las Indias, islas y tierra firme del mar océano fue publicada por Gonzalo Fernández de Oviedo en partes entre 1535 y 1557 con una relación sobre los agaçes que encontró Juan de Ayolas:

É siguiendo su viaje, toparon una gente que llaman agaçes, que es belicosa en el agua, y tienen muchas canoas, y los remos dellas son de dos palas en los extremos, y assi llevan muy ligeras sus canoas: estas palas son combadas y de palo. Es questa gente muy temida en todas aquellas comarcas, y viven de caça y pesquería.

Martín del Barco Centenera en su poema histórico Argentina y conquista del Río de la Plata con otros acaecimientos de los reinos del Perú, Tucumán y el Estado del Brasil (La Argentina) publicado en 1602 hizo referencia a los agaces que encontró la expedición de Caboto:

Señoreaban el río los agaces, los cuales salieron en trescientas a canoas a presentar batalla a Gaboto, que acometieron orgullosos; pero vencidos fácilmente, se retiraron fugitivos a sus ordinarias guaridas. De las vecindades concurrieron los carios, a solicitar la paz del valeroso triunfador de los agaces, y cambiar los frutos de su territorio.

Félix de Azara en su Descripción e historia del Paraguay y del Río de la Plata (publicada en 1847 a 26 años de su muerte) dice que payaguaes y agaces eran un mismo pueblo:

Esta nación así hoy como en el tiempo de la conquista, era puramente marinera, y dominaba privativamente la navegación del río Paraguay desde los 20 grados hasta su unión con el Paraná. Por esta razón llamaban entonces los guaranís a este río Paraguay, río de los payaguas; cuyo nombre alteraron algo los españoles. Estaba la nación dividida en los trozos Cadiqué y Siacuá que conservan hoy; pero los primeros españoles dieron al primero el nombre de paiguá que era el de toda la nación, y al segundo el de Agás y Agacé que era el de su cacique principal, cuya memoria se conserva aún. Rui Díaz que ignoró esto, en el libro 1º, cap. 6, los hace dos naciones diferentes y supone equivocadamente que los agaces han sido exterminados. Los españoles del día llaman sariguee a los cadiqués y a los siacuás tacumbús.

## Agaces en elsigloXXI
Desde comienzo del siglo XXI el Estado paraguayo los reconoce como una etnia extinta, físicamente tienen rasgos de mestizos, cuyas prácticas en sus descendientes es muy similar a su cultura, por lo que la cultura de los agaces todavía sobrevive a menor escala; aunque esta llega probablemente a ser reemplazada por la guaraní y la paraguaya. Sin embargo, muchos de sus descendientes viven en la pobreza, el alcoholismo y la delincuencia[cita requerida], se estima que su número llegaría a los 3000 individuos.

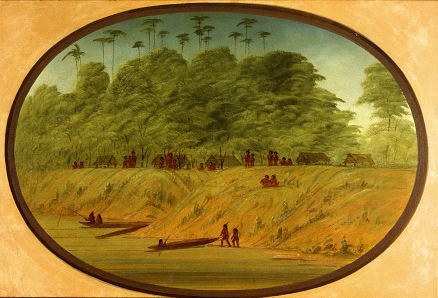